# Orestias foliosa
Orestias foliosa är en orkidéart som beskrevs av Victor Samuel Summerhayes. Orestias foliosa ingår i släktet Orestias och familjen orkidéer. Inga underarter finns listade i Catalogue of Life.